# Borgarfjarðarbraut
La Borgarfjarðarbraut (50) è una strada dell'Islanda che, partendo dalla Hringvegur nei pressi di Borgarnes, costeggia il fiordo di Borgarfjörður addentrandosi verso est in direzione della Hálsasveitarvegur, per poi tornare sulla Hringvegur nei pressi di Haugar.
Un secondo ramo della stessa strada si dirige verso Saurbær a sud sullo Hvalfjörður, ricongiungendosi alla Strada 47 Hvalfjarðarvegur.